# ماهیچه‌های بیرونی چشم
به شش ماهیچه‌ای که حرکت چشم را تنظیم می‌کنند به همراه یک ماهیچه به نام ماهیچه بالابرنده پلک بالا که بالاکشیدن پلک را تنظیم می‌کند ماهیچه‌های بیرونی چشم یا ماهیچه‌های برون‌چشمی (انگلیسی: Extraocular muscles) یا عضلات خارج چشمی گفته می‌شود.
ماهیچه‌های اصلی بیرونی چشم عبارتند از چهار ماهیچه راست (رکتوس) و دو ماهیچه مایل. ماهیچه‌های راست چهار ماهیچه هستند که از حلقه احاطه‌کننده عصب بینائی (حلقه زین) منشأ می‌گیرند و در چهار جهت در قدام استوای کره چشم به آن متصل می‌شوند.
ماهیچه‌های مایل شامل هستند از دو ماهیچهٔ مایل بالایی و پایینی که مایل بالایی بلندترین و نازک‌ترین ماهیچهٔ بیرونی چشم است. خاستگاه ماهیچهٔ مایل بالایی از بالا و داخل سوراخ اپتیک می‌باشد. در جلو، زردپی آن در غلاف زلاله‌ای (سینوویال) از قرقره می‌گذرد و در خلف استوای کره چشم، زیر ماهیچهٔ راست بالایی متصل می‌شود. ماهیچهٔ مایل پایینی از سمت مربوط به بینی کاسه چشم منشأ گرفته از زیر ماهیچهٔ راست پایینی گذشته در خلف استوای کره چشم (درست در زیر ناحیه ماکولا) متصل می‌شود. 
در وضعیت اولیه نگاه محور ماهیچه‌های راست عمودی و محور ماهیچه‌های مایل با محور بینایی به‌ترتیب زوایای ۲۳ و ۵۴–۵۱ درجه‌ای می‌سازند. نیام (فاشیای) عضلات بیرونی چشمی در محل اتصال در امتداد کپسول تنون قرار می‌گیرند. ماهیچه‌های مایل بالایی و راست بیرونی به‌ترتیب از اعصاب قرقره‌ای (تروکلئار) (زوج IV) و عصب دورکننده (ابدوسنس) (زوج VI) و سایر عضلات از عصب حرکتی چشمی (اکولوموتور) (زوج III) عصب می‌گیرند. خون‌گیری عضلات بیرون‌چشمی از شاخه‌های سرخرگ بینایی (شریان اُفتالمیک) می‌باشد.

## نگارخانه

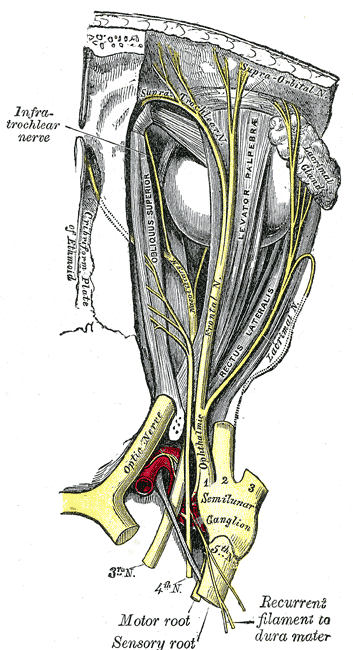
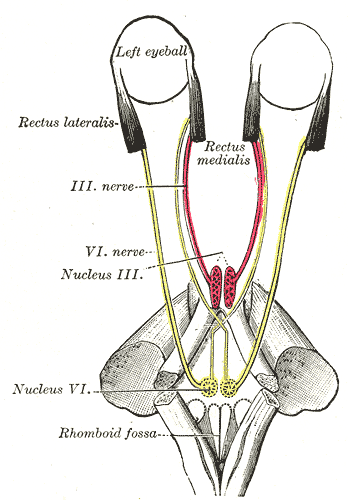
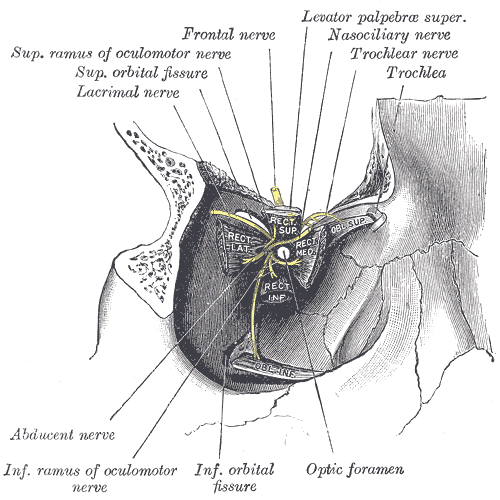
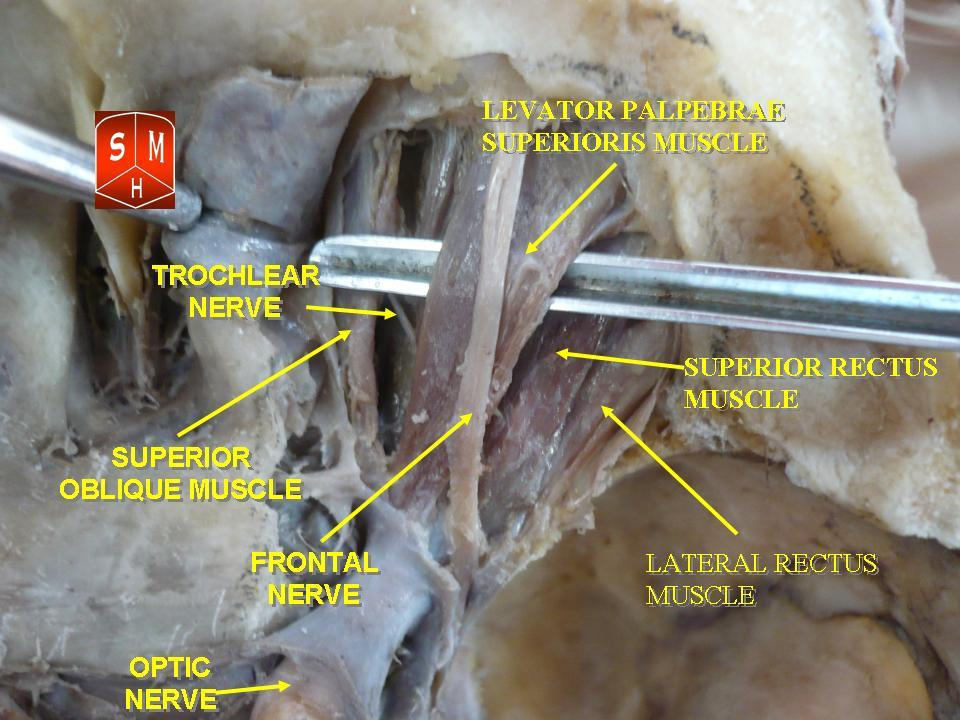
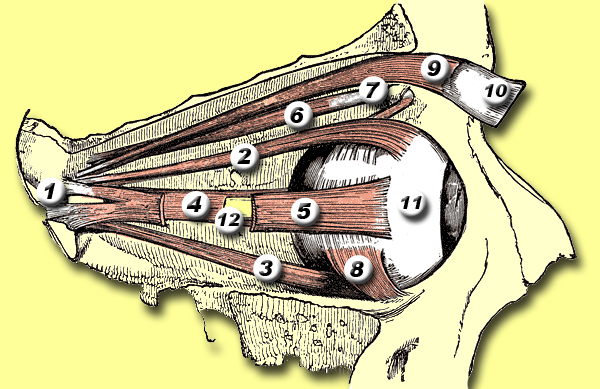

## ترکیب‌های حرکتی
|                                                      |                                                       |                                                              |                                                     |                                                     |                                                     |
| بالا بردن: ماهیچه‌های دخیل: راست بالایی و مایل پایینی | پایین بردن: ماهیچه‌های دخیل: راست پایینی و مایل بالایی | نزدیک‌کردن: ماهیچه‌های دخیل: راست میانی به همراه راست‌های عمودی | دورکردن: ماهیچه‌های دخیل: راست جانبی به همراه مایل‌ها | درون‌چرخش: ماهیچه‌های دخیل: مایل بالایی و راست بالایی | برون‌چرخش: ماهیچه‌های دخیل: مایل پایینی و راست پایینی |